# Dima (chi)
Dima là một chi bọ cánh cứng trong họ 
Elateridae.
Chi này được Charpentier miêu tả khoa học năm 1825.

## Các loài
Các loài trong chi này gồm:
- Dima aspera Schimmel & Platia, 1991
- Dima assoi Perez Arcas, 1872
- Dima beckeri Schimmel & Platia, 1991
- Dima bhutanensis Schimmel, 1996
- Dima brancuccia Schimmel & Platia, 1991
- Dima brunnea Schimmel & Platia, 1991
- Dima busii Platia & Schimmel, 2006
- Dima caetrata Schimmel & Platia, 1991
- Dima canalicollis Schimmel & Platia, 1991
- Dima convexiculata Schimmel & Platia, 1991
- Dima dalmatina Küster, 1844
- Dima dima (Schaufuss, 1863)
- Dima dolini Schimmel, 1996
- Dima elateroides Charpentier, 1825
- Dima ferruginea Schimmel & Platia, 1991
- Dima friedrichi Schimmel, 1999
- Dima ganeshana Schimmel, 2002
- Dima globicollis Schimmel, 2002
- Dima hayekae Schimmel & Platia, 1991
- Dima hladilorum Schimmel, 1987
- Dima holzschuhi Schimmel, 1996
- Dima isabellae Dajoz, 1975
- Dima jaegeri Schimmel, 2002
- Dima katomandulia Ôhira & Becker, 1972
- Dima klausnitzeri Schimmel, 1996
- Dima kubani Schimmel, 1996
- Dima leistoides (Candèze, 1863)
- Dima lijiangensis Schimmel & Cate, 1991
- Dima loebli Schimmel & Platia, 1991
- Dima longicornis Schimmel & Platia, 1991
- Dima macedonica Schimmel, 1993
- Dima martensi Schimmel & Platia, 1991
- Dima marvani Mertlik & Dusanek, 2006
- Dima nebriomorpha Suzuki, 1978
- Dima niehuisi Schimmel & Platia, 1992
- Dima oberthueri Schimmel, 1993
- Dima olympica Meschnigg, 1934
- Dima pakistanicus Suzuki, 1985
- Dima pecoudi Fleutiaux, 1944
- Dima platiai Schimmel, 2006
- Dima probsti Schimmel & Platia, 1991
- Dima pseudoleistoides Schimmel & Platia, 1991
- Dima pusilla Schimmel & Platia, 1992
- Dima raineri Wurst, 1997
- Dima rolwalingensis Schimmel, 2006
- Dima rugosicollis Schimmel, 2002
- Dima sanamensis Schimmel, 2006
- Dima schawalleri Schimmel & Platia, 1991
- Dima siamensis Schimmel & Platia, 1992
- Dima smetanai Schimmel & Platia, 1991
- Dima spicata Schimmel, 1999
- Dima tonkinensis Schimmel, 1993
- Dima yunnana Fleutiaux, 1916